# Edmond Jamar
Edmond Jamar, né à Liège le 14 mai 1853 et mort dans la même ville le 19 avril 1929, est un architecte belge.

## Biographie
Formé à l'académie des beaux-arts de Liège (1867-1874) puis à l'école Saint-Luc de Gand (vers 1876-1877), il est nommé membre correspondant (1892), puis membre effectif (1919) à la Commission royale des monuments et sites de Belgique. Il est l'auteur de nombreux bâtiments publics, généralement en style néogothique, dans la région liégeoise.

## Principales réalisations
- 1894-1901 : Hôtel des Postes (Grand Poste) de Liège
- 1897-1899 : Église de Chèvremont à Chaudfontaine
- 1902 : Hôtel des Postes-Télégraphe-Téléphone à Dinant
- 1905 : Gare du Palais à Liège, bâtiment détruit[1]
- 1906 :  Maison de maître, no 54 quai de Rome à Liège
- 1914 : Église Saint-Pholien à Liège
- 1921-1924 : Église Saint-Martin à Visé

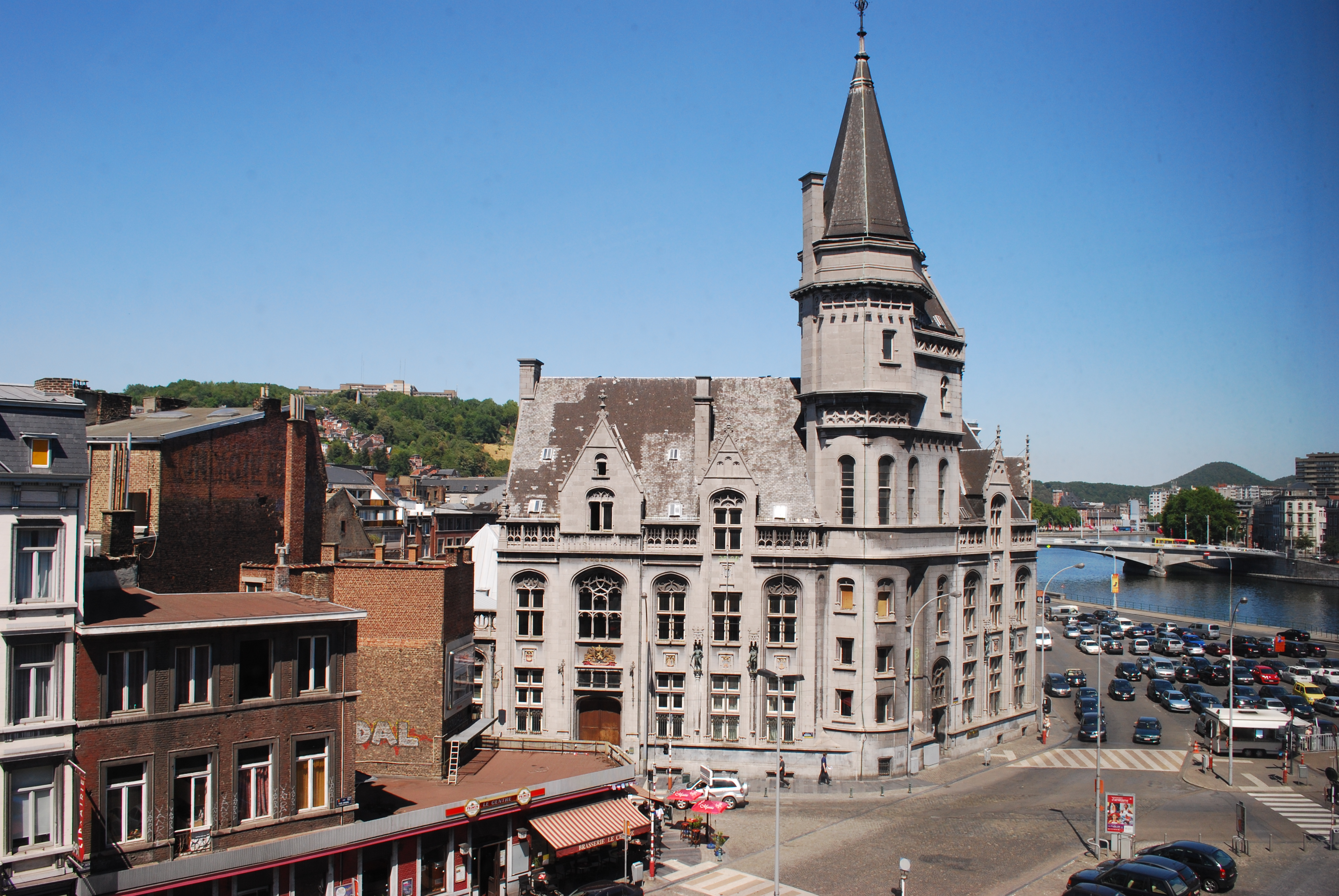
La Grand Poste de Liège.